# Kent Hughes
Kent Hughes, né le 21 janvier 1970 à Beaconsfield, dans la province de Québec au Canada, est le directeur général des Canadiens de Montréal depuis le 18 janvier 2022.

## Biographie

### Jeunesse
Dans sa jeunesse, Hughes joue au hockey pour les Lions de Lac Saint-Louis, les Patriotes de Saint-Laurent et pour le Middlebury College, dont il sera le capitaine de la formation pour sa dernière année en 1991-1992

### Agent de joueur
Hughes a démarré son activité d'agent de joueur en 1998, accompagnant le 1er choix du repêchage de 1998, Vincent Lecavalier, lors de ses négociations avec le Lightning de Tampa Bay. Il est réputé pour prendre la défense de ses joueurs et en mars 2015 il a vivement critiqué l'entraîneur des Flyers de Philadelphie, Craig Berube, pour son utilisation de Lecavalier .
Lors de la fusion de son entreprise MFIVE SPORT avec Quartexx en 2016, il intègre l'une des plus grosses agence de joueurs de hockey. Il représente 21 joueurs actifs dans la LNH, pour une valeur de plus de 290 millions de dollars de contrat. Parmi les joueurs qui lui font confiance, on peut compter Patrice Bergeron, Kristopher Letang, Anthony Beauvillier et Mike Matheson.

### Directeur général des Canadiens de Montréal
Le 18 janvier 2022, Hughes est nommé le 18e directeur général des Canadiens de Montréal. Hughes obtient un contrat de cinq ans avec l'organisation montréalaise.

### Famille
Son frère Ryan est un ancien choix de 2e tour du repêchage en 1990 des Nordiques de Québec. Il a disputé plus de 200 matchs dans la Ligue américaine de hockey (LAH).
Ses deux fils, Riley et Jack, évoluent en NCAA pour les Huskies de Northeastern.